# NGC 4328
NGC 4328 é uma galáxia elíptica (E-S0) localizada na direcção da constelação de Coma Berenices. Possui uma declinação de +15° 49' 13" e uma ascensão recta de 12 horas, 23 minutos e 20,0 segundos.
A galáxia NGC 4328 foi descoberta em 21 de Março de 1784 por William Herschel.